# Cryptolaimus
Cryptolaimus är ett släkte av rundmaskar. Cryptolaimus ingår i familjen Linhomoeidae.
Kladogram enligt Catalogue of Life:
| Cryptolaimus | \| \| Cryptolaimus cylindricollis \| \| \| \| \| \| Cryptolaimus pellucidus \| \| \| \| |
|              | \| \| Cryptolaimus cylindricollis \| \| \| \| \| \| Cryptolaimus pellucidus \| \| \| \| |
|              | Cryptolaimus cylindricollis                                                             |
|              |                                                                                         |
|              | Cryptolaimus pellucidus                                                                 |
|              |                                                                                         |